# Leimbach (Suíça)
Leimbach é uma comuna da Suíça, no Cantão Argóvia, com cerca de 382 habitantes. Estende-se por uma área de 1,14 km², de densidade populacional de 335 hab/km². Confina com as seguintes comunas: Gontenschwil, Reinach, Zetzwil. 
A língua oficial nesta comuna é o Alemão.